# Sachsen-Coburg
Sachsen-Coburg var en historisk stat i nutidens tyske delstat Bayern. Den var en del af hertugdømmet Sachsen-Coburg-Eisenach efter delingen i Erfurt i 1572. I 1596 blev Sachsen-Coburg-Eisenach delt, Johann Casimir fik Sachsen-Coburg, og Johann Ernst fik Sachsen-Eisenach. Da Casimir døde 1633, regerede Ernst af Sachsen-Eisenach i personalunion over Sachsen-Coburg, indtil han døde i 1638. Sachsen-Coburg blev da givet til andre ernestinske hertugdømmer.
Det blev et hertugdømme igen i 1681 og fortsatte under sit navn til 1699, da Albrecht 5. af Sachsen-Coburg døde uden sønner. Hans bror Johann Ernst af Sachsen-Saalfeld blev den nye hertug af Coburg, og hertugdømmet skiftede navn til Sachsen-Coburg-Saalfeld i 1735.

## Sachsen-Coburg og Gotha
Fra 1826 til 1920 dannede Coburg og Gotha personalunionen Sachsen-Coburg og Gotha. Landet var et hertugdømme til 1918 og fortsatte som republik (Volksstat) frem til opløsningen i 1920.
Medlemmer af Huset Sachsen-Coburg-Gotha har regeret i Belgien siden 1831 og i Storbritannien siden 1901. Slægten har tidligere regeret i Portugal og Bulgarien.